# Ebá Alaquê
Ebá Alaquê (em inglês: Egba Alake) é uma das quatro seções da Ebalândia (a terra dos ebás) junto com Oquê-Ona, Bagura e Ou e é um estado tradicional da Nigéria. O Alaquê de Abeocutá ou Alaquê da Ebalândia é o regente tradicional do clã Ebá dos iorubás na cidade de Abeocutá, no sudoeste da Nigéria.